# Maison capétienne de Vermandois
Ne doit pas être confondu avec Herbertiens.
La maison capétienne de Vermandois est une branche de la dynastie capétienne issue de Hugues Ier de Vermandois (1057-1102), fils du roi des Francs Henri Ier devenu comte de Vermandois et de Valois par son mariage avec Adélaïde de Vermandois. Elle succède aux Herbertiens.
Cette branche a elle-même deux rameaux :
- celui des comtes de Vermandois, éteint en 1167 ;
- celui des comtes de Chaumont-en-Vexin, éteint aux alentours de 1250.

## Arbre généalogique
- Hugues Ier (1057-1102), comte de Vermandois et de Valois × Adélaïde de Vermandois
  - Mahaut × Raoul Ier de Beaugency (grands-parents de Raoul Ier de Coucy)
  - Béatrice × Hugues IV de Gournay
  - Raoul Ier (1085-1152), comte de Vermandois et de Valois × 1) Éléonore de Blois 2) Pétronille d'Aquitaine 3) Laurette d'Alsace
    - 2) Élisabeth (1143-1183), comtesse de Vermandois et de Valois × Philippe d'Alsace, comte de Flandre
    - 2) Raoul II (1145-1167), comte de Vermandois et de Valois × Marguerite d'Alsace
    - 3) Eléonore (1152-après 1222) × 1) Godefroy de Hainaut, comte d'Ostrevent 2) Guillaume IV de Nevers 3) Mathieu d'Alsace, comte de Boulogne 4) Mathieu de Beaumont-sur-Oise 5) Étienne II de Blois, seigneur de Châtillon-sur-Loing

  - Élisabeth (1085-1131) × 1) Robert de Beaumont, comte de Meulan 2) Guillaume II de Warenne, comte de Surrey
  - Henri (mort en 1130), seigneur de Chaumont-en-Vexin
    - Hugues Ier, seigneur de Chaumont-en-Vexin
      - Hugues II, seigneur de Chaumont-en-Vexin
        - Philippe, seigneur de Chaumont-en-Vexin
          - Guy (vivant en 1250), seigneur de Louvery
          - Jacques
          - Renaud
          - Marguerite

        - Renaud × Béatrice
        - Thibaut
        - Robert
        - Mathilde

      - Philippe

    - Gautier

  - Simon (mort en 1148), évêque de Noyon
  - Guillaume
  - Constance × Godefroy de la Ferté-Gaucher
  - Agnès × Boniface de Savone